# اختسک
اختسک (روسی: Охотск) یک سکونتگاه شهری (یک شهرک کاری) و مرکز اداری ناحیه اوخوتسکی در سرزمین خاباروفسک، روسیه است که در دهانه رودخانه اوخوتا در دریای اختسک واقع شده است. جمعیت این شهر برابر بوده است با ۴,۲۱۵ (بر طبق سرشماری سال ۲۰۱۰)؛ ۵,۷۳۸ (سرشماری سال ۲۰۰۲)؛ ۹,۲۹۸ (سرشماری سال ۱۹۸۹).

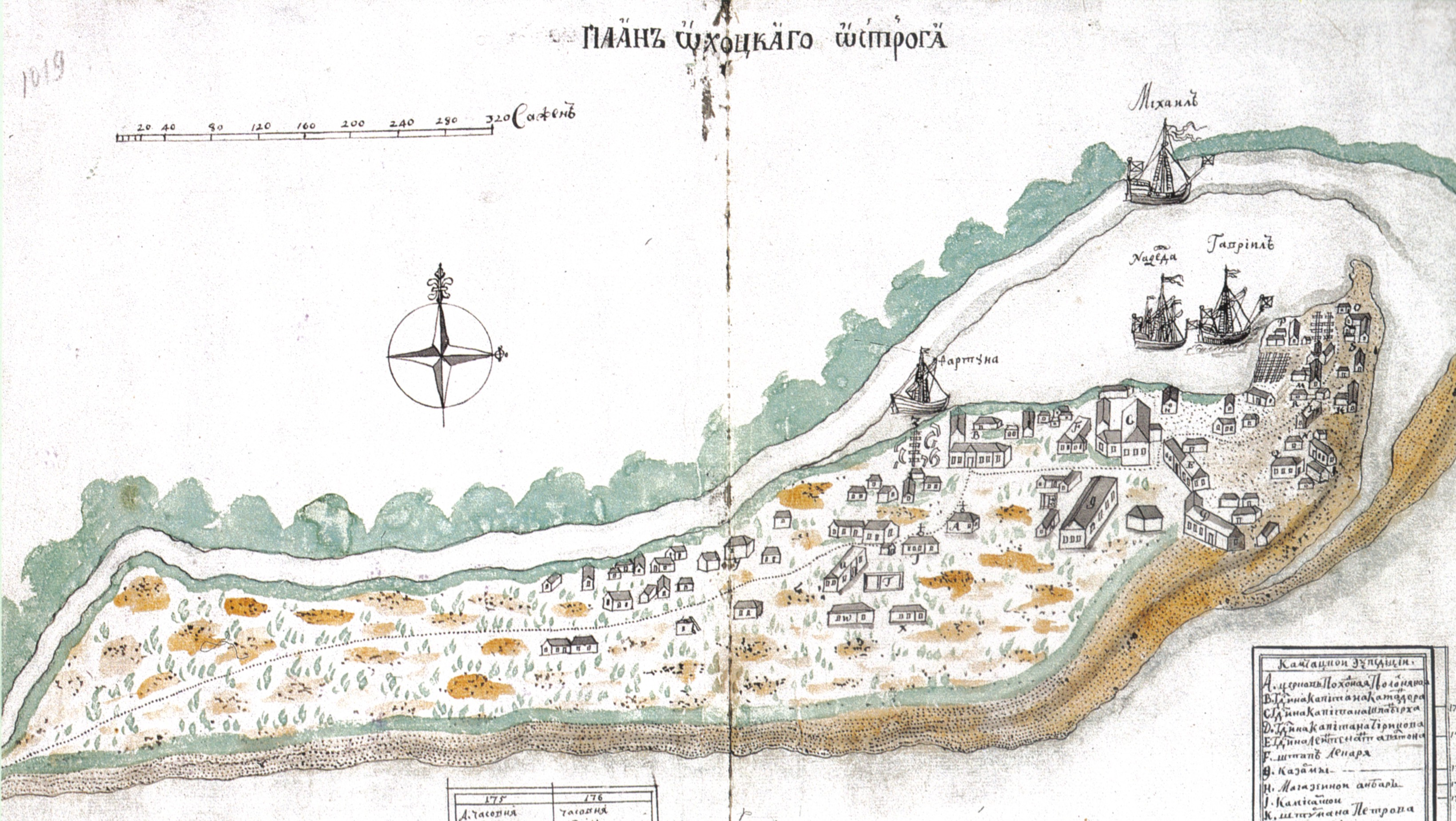
نقشه Okhotskoy Ostrog، طراحی جوهر، ۱۷۳۷

## حمل و نقل
فرودگاه اختسک در این شهر قرار دارد.